# 솔테로 콘 이하스
《솔테로 콘 이하스》(스페인어: Soltero con hijas)은 2019년 방영된 멕시코의 텔레노벨라이다.